# اینار ویلهلمس
اینار ویلهلمس (نروژی: Einar Wilhelms; ۲ اوت ۱۸۹۵ – ۳ اوت ۱۹۷۸) بازیکن فوتبال اهل نروژ بود.
از باشگاه‌هایی که در آن بازی کرده‌است می‌توان به باشگاه فوتبال فردریکستاد اشاره کرد.